# 데이비드 버틀러

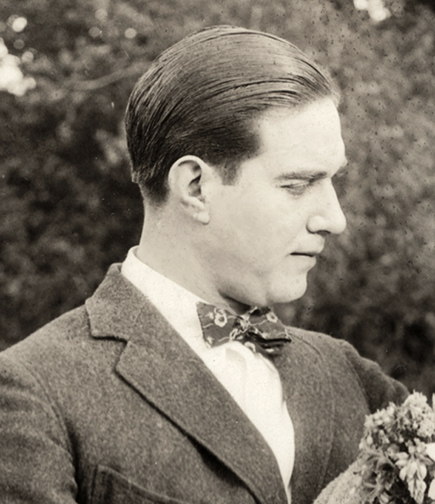

데이비드 버틀러(David Butler, 1894년 12월 17일 ~ 1979년 6월 14일)는 미국의 배우, 영화 감독, 영화 프로듀서, 각본가, 텔레비전 감독이다.
캘리포니아주 샌프란시스코에서 태어났다.
버틀러는 1964년 미국 대통령 선거에서 배리 골드워터를 지지했다.

## 참여 작품
- 브라이트 아이즈 (영화)
- 리틀 코로널
- 꼬마 반항아
- 캡틴 재뉴어리
- 딤플스
- 피그스킨 퍼레이드
- 켄터키 (영화)
- 댓츠 라이트 - 유어 롱
- 유윌 파인드 아웃
- 모로코 가는 길
- 탱크 유어 럭키 스타스
- 쉐인 온 하베스트 문 (1944년 영화)
- 공주와 해적
- 샌 안토니오 (영화)
- 시간 장소 그리고 여자
- 이츠 어 그레이트 필링
- 씨비스킷 이야기
- 티 포 투
- 웨어스 찰리?
- 에이프릴 인 파리스
- 바이 더 라이트 오브 더 실버리 문
- 캘러미티 제인